# Guy Lemonnier
Pour les articles homonymes, voir Lemonnier.
Guy Lemonnier (né en 1958) est un navigateur et aventurier français. Il est notamment connu pour avoir tenté de traverser l'Atlantique nord à la rame en solitaire et sans assistance en 1987. Son objectif était alors de battre le record établi par Gérard d'Aboville en 1980. Lors de sa préparation, il établit le record de traversée de la manche entre Weymouth et Cherbourg en 28 heures. Parti de Cap Cod le 21 juin, son bateau fait naufrage le 16 août 1987, après 56 jours de navigation. Guy Lemonnier a également établi le premier record du monde de vitesse en speed sail 1988. En 1989, il traverse la mer de Chine dans une course organisée par Gérard D'aboville.

## Enfance et jeunesse
À l'âge de 3 ans, ses parents décident de retourner vivre en Normandie, dans la ville de Carteret d'où son père est originaire. C'est là que Guy passe sa jeunesse. Ses parents sont alors propriétaires de l'hôtel-restaurant Le Cap. En 1991, il transforme le rez-de-chaussée de la maison de sa mère en bar qu'il baptise Le Russel, en référence à un passage maritime au large de Guernesey. Ce bar existe toujours aujourd'hui. Guy participe à la création du club d'aviron local. En 1983, il parie avec un ami qu'il sera le plus rapide pour aller de Carteret à Jersey à la rame. Avec quelques membres du club d'aviron, ils font la première "Jersey-Carteret" l'année suivante, d'autres rameurs se joignent à eux. Cette course existe encore aujourd'hui. La 31e édition a eu lieu en juillet 2017. Il participe à la création du premier club d'aviron de mer dont il fut secrétaire.

## Le défi de L'Atlantique
En 1987, Guy Lemonnier, alors technicien au centre nucléaire de retraitement des déchets de la Hague, se lance un nouveau défi : traverser l'Atlantique Nord à la rame en solitaire et tenter de battre le record de vitesse établi par Gérard d'Aboville en 1980, qui était de 73 jours et 23h. D'Aboville lui conseille d'abord de traverser la mer de la Manche pour s'y préparer.

### Traversée de la Manche
En septembre 1986, Guy Lemonnier traverse la mer de la Manche à la rame. Il parcourt la distance reliant Weymouth à Cherbourg, soit 220 km, en seulement 28h35, ce qui est à ce jour le record de vitesse à la rame pour ce parcours.

### Traversée de l'Atlantique
Après la Manche, Lemonnier s'attaque à l'Atlantique Nord, dans le sens Ouest-Est. Pour préparer cette traversée, Lemonnier suit un entraînement Institut national supérieur d'éducation physique. Il reçoit également de nombreux conseils de la part de d'Aboville qui le soutient et l'aide à la préparation de sa traversée, organisée et supervisée par Jérôme Boyer. Le 20 juin 1987, Guy Lemonnier quitte Cap Cod, au Massachusetts, à bord du Jacquet Entreprises, un bateau de 5,50 mètres de long et 1,60 m de large, avec une capacité de déplacement de 600 kg, insubmersible et auto-redressant, sponsorisé par la marque Jacquet. Le premier jour, Lemonnier rame une soixantaine de miles mais au bout de 24h il est contraint de faire appel aux Coast Guards car de l'eau est entrée dans le safran. La première semaine de navigation n'est pas meilleure : Guy Lemonnier doit faire face au brouillard, aux courants et vents contraires, il croise plusieurs super-tankers dont les vagues manquent plusieurs fois le retourner, ce qui endommage son bateau. La deuxième semaine se déroule mieux, le rameur réalise une vitesse moyenne quotidienne de 50 milles (95 km/jour) ce qui lui permet d'entrer dès le 4 juillet dans le Gulf Stream. Il est ensuite suivi pendant plusieurs jours par trois dauphins et un requin et rencontre l'équipage du Nadi, le bateau qui transporte le sous-marin Nautile parti explorer le Titanic. Le 7 juillet il a parcouru 550 milles. Cependant il est de nouveau stoppé mi-juillet par un gros vent d'est. Le 22 juillet il est à mi-chemin de sa traversée, malgré un retard de 5 jours sur d'Aboville.

### Naufrage
Le samedi 15 aout, à quelques jours de l'arrivée, alors qu'il navigue depuis 56 jours et a déjà  parcouru plus de 3 000 km, Guy Lemonnier fait face à des conditions météo difficiles. Dans la nuit, son embarcation se retourne plusieurs fois à cause de vagues déferlantes, mais son bateau se redresse seul. Mais une autre vague le frappe à 8h, alors qu'il se trouve à 900 km des Açores. La vague fait exploser l'un des hublots du bateau qui se remplit d'eau quasi-instantanément en même temps qu'il se retourne. Se sachant dans une situation critique, Guy Lemonnier envoie un signal de détresse à l'aide de sa balise Argos. Lemonnier flotte en pantalon et t-shirt sur la coque retournée de son bateau, accroché à un boute. Il tente de remettre son bateau à l'endroit et se luxe l'épaule durant cette manœuvre. Malheureusement, l'eau a inondé le navire et il est impossible d'écoper. Un avion de patrouille Nimrod de la Royal Air Force se rend alors sur place. Il survole la zone vers 20h heure française (21h heure locale), sans voir le naufragé. Il effectue un second passage et finit par le localiser mais n'ayant plus de carburant, l'avion doit retourner à la base. Il largue pour Guy Lemonnier un canot avec à l'intérieur du matériel de sauvetage, mais ce canot atterrit trop loin pour que le naufragé y accède. L'avion envoie également un message à un cargo russe qui se trouve à 40 miles (72 km) de là. Le cargo, un chalutier-usine soviétique nommé Greyfen-Bergeris, pêche au large du Groenland et se dirige vers Las Palmas aux Canaries à cause d'une avarie. Le 16 août 1987 à 1h du matin, il est repêché in extremis par le cargo au milieu de la tempête qui fait encore rage. Il est en hypothermie, avec une épaule luxée, une mâchoire cassée et une blessure à la main. Il passe 5 jours sur le chalutier où il est soigné, puis le 21 août à 17h, il est transbordé sur le cargo français Thésée de la société navale canneaise qui s'est détourné exprès pour l'occasion. Thésée revenait d'Afrique du Sud et se dirigerait vers Caen via Nantes. Au large de Lisbonne, un remorqueur portugais se met à couple et récupère Guy Lemonnier. Il est débarqué à Lisbonne le samedi à 15h et accueilli par son épouse, ainsi qu'un médecin de Mondial Assistance et toute l'équipe de Jacquet Entreprises. Il décolle rapidement avec l'avion de l'entreprise Jacquet pour Cherbourg-Maupertus, puis rentre à Carteret pour enfin retrouver ses proches. Guy Lemonnier est le seul à avoir survécu, dans ces conditions, à un naufrage dans l'Atlantique Nord.

## Speed-Sail
En avril 1988, sur le lac salé de Chott EL Djérid, en Tunisie, Guy Lemonnier établit le record du monde de vitesse en Speed Sail (sorte de char à voile).

## Raid en mer de Chine
Du 26 au 19 mars 1989, il participe au raid en mer de Chine, de Hong-Kong à Manille, organisé par Gérard d'Aboville. Embarqué sur un catamaran Nacra 750, il entraîne dans cette aventure son ami carteretais Alexis Lepesteur, les frères Nordhal et Halvard Mabire et Alain Gabay. Cette course a fait l'objet d'un film documentaire réalisé par D'Aboville lui-même, intitulé Aventures en mer de Chine.